# Tomasz Kaczor
Tomasz Kaczor (Poznań, 4 de agosto de 1989) es un deportista polaco que compite en piragüismo en la modalidad de aguas tranquilas.
Ganó una medalla de plata en el Campeonato Mundial de Piragüismo de 2019 y cuatro medallas en el Campeonato Europeo de Piragüismo entre los años 2013 y 2017. En los Juegos Europeos de Minsk 2019 obtuvo una medalla de oro en la prueba de C1 1000 m.

## Palmarés internacional
| Campeonato Mundial | Campeonato Mundial          | Campeonato Mundial | Campeonato Mundial |
| Año                | Lugar                       | Medalla            | Competición        |
| ------------------ | --------------------------- | ------------------ | ------------------ |
| 2019               | Szeged (Hungría)            | Medalla de plata   | C1 1000 m          |
| Juegos Europeos    |                             |                    |                    |
| Año                | Lugar                       | Medalla            | Competición        |
| 2019               | Minsk (Bielorrusia)         | Medalla de oro     | C1 1000 m          |
| Campeonato Europeo |                             |                    |                    |
| Año                | Lugar                       | Medalla            | Competición        |
| 2013               | Montemor-o-Velho (Portugal) | Medalla de bronce  | C2 500 m           |
| 2014               | Brandeburgo (Alemania)      | Medalla de bronce  | C2 500 m           |
| 2015               | Račice (República Checa)    | Medalla de plata   | C1 1000 m          |
| 2017               | Plovdiv (Bulgaria)          | Medalla de bronce  | C1 500 m           |